# Taxilus
Ne pas confondre avec Taxillus, un genre des plantes dicotylédones de la famille des Loranthacées.
Taxilus ou Taxilès (en grec ancien Tαξιλης / Taxilès) est un général de Mithridate VI.

## Biographie
Après la prise d’Athènes et de son port, Plutarque parle de l’arrivée de Taxilus, qui « descendit de Thrace et de Macédoine avec cent mille fantassins, dix mille cavaliers et quatre-vingt-dix quadriges munis de faux. » 
Taxilus qui assiégeait Elatée, appelle Archélaos au commandement des troupes pontiques. Celui-ci se trouve, après sa fuite du Pirée, dans la presqu’île de Munychie, comme le mentionne Plutarque. Sylla passe en Béotie et la réaction d’Archélaos est immédiate. Il rejoint Taxilus, selon Appien dans les Thermopyles, et Archélaos prend le commandement de l’armée pontique.  Taxilus sera vaincu par Lucius Licinius Murena, lieutenant de Sylla. 
Après la victoire qu'ils gagnèrent sur Taxilus et les troupes de Mithridate VI lors de la  Bataille de Chéronée (86 av. J.-C.), Sylla et les Romain érigèrent deux trophées. On a retrouvé l’un d’eux sur le mont Thourion, non loin du temple d’Apollon Thourion. Les inscriptions du trophée sont dirigées vers Arès, Niké et Aphrodite, à qui Sylla attribue sa victoire, plus qu’à son courage et à sa force. Le premier trophée fut, dit Plutarque, déposé « à l’endroit où les troupes d’Archélaos commencèrent à lâcher pied en direction du Morios », et le second, « placé à la cime du Thourion pour commémorer l’encerclement des barbares ». C’est sur ce second que se trouvent les deux noms des Chéronéens et que l’on a retrouvé.
À la suite de la défaite de Chéronée, Mithridate VI renvoie Taxilus en Orient.